# Onilahy
L’Onilahy (étymologie : ony lahy, le fleuve mâle) est le plus grand fleuve au sud de Morombe dans le sud-ouest de Madagascar. 

## Géographie
Son bassin-versant s’étend sur environ 31 600 km2. Son module brut est de 145 m3/s.

## Affluents

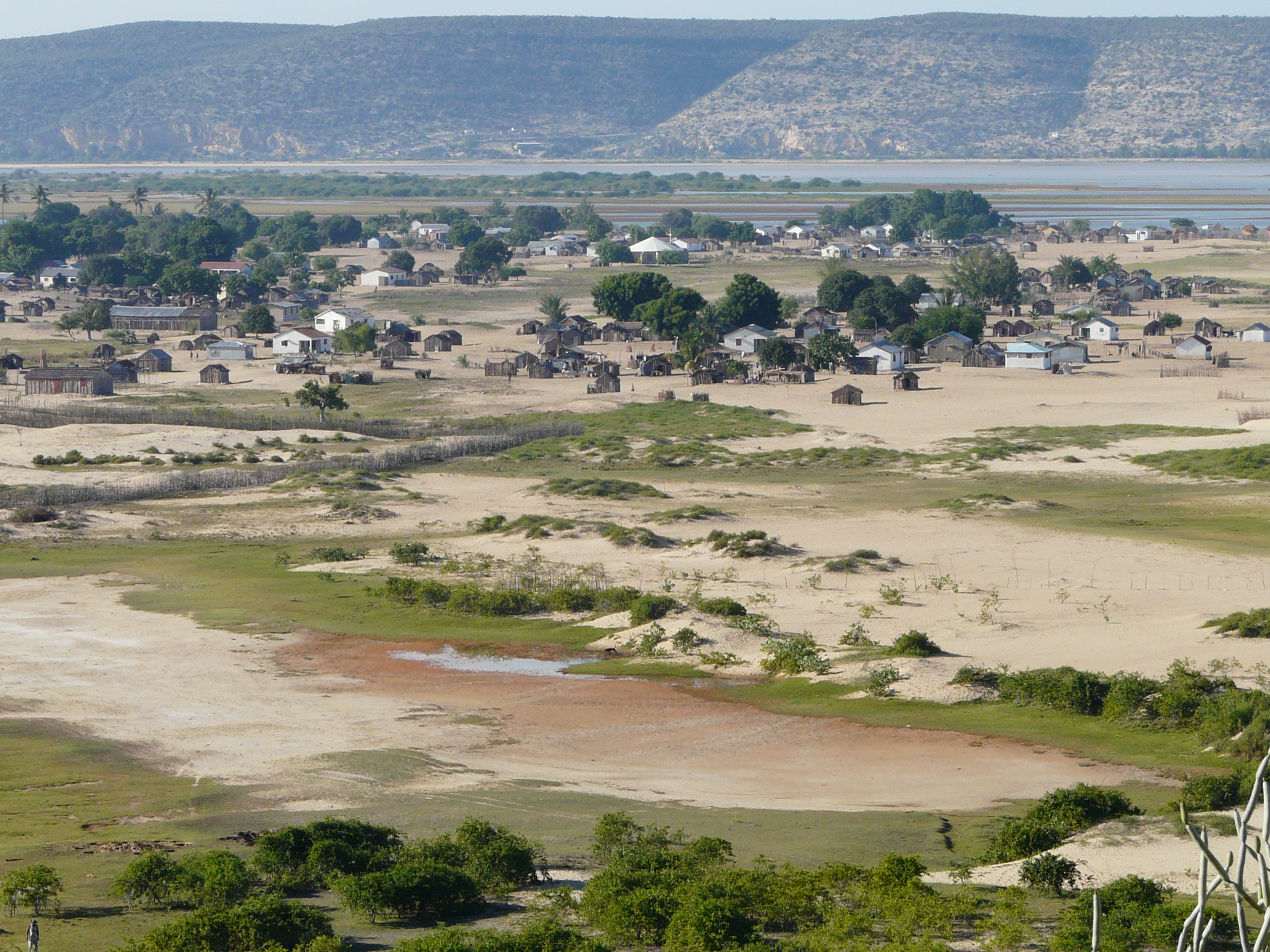
Embouchure à St.Augustin

Ses principaux affluents sont l’Isoanala, l’Ianapera, la Sakoa, la Sakamena sur sa rive gauche, l’Imaloto, la Sakamare, la Taheza et la Sakondry sur la rive droite (au nord). 
Si l'embouchure ne donne pas de delta mais débouche brutalement dans la baie de Saint-Augustin, cela s'explique par la présence d'un profond canyon sous-marin dans le prolongement du fleuve. 
La vallée de l'Onilahy s’encaisse en un large canyon. On la parcourt pour accéder aux Sept Lacs, site touristique réputé mais difficilement accessible en voiture. 
Dans la partie de la vallée située en aval de Tongobory entaillée dans un vaste causse, on peut voir de belles rizières. Elles sont cultivées par des communautés rurales tanosy.